# 芭蕉镇 (桐梓县)
芭蕉镇，是中华人民共和国贵州省遵义市桐梓县下辖的一个乡镇级行政单位。
2016年4月22日，贵州省人民政府批复同意桐梓县部分乡镇行政区划调整，撤销芭蕉乡，设置芭蕉镇。

## 行政区划
芭蕉镇下辖以下地区：
李家沟村、长岩村、光荣村、黄溪村和河坝村。